# Homonyx maurettei
Homonyx maurettei är en skalbaggsart som beskrevs av Soula 2010. Homonyx maurettei ingår i släktet Homonyx och familjen Rutelidae. Inga underarter finns listade i Catalogue of Life.